# Cavernularia elegans
Cavernularia elegans är en korallart som först beskrevs av Geoffrey Alton Craig Herklots 1858.  Cavernularia elegans ingår i släktet Cavernularia och familjen Veretillidae. Inga underarter finns listade i Catalogue of Life.